# アーゴスタ
アーゴスタ（伊: Agosta）は、イタリア共和国ラツィオ州ローマ県にある、人口約1,700人の基礎自治体（コムーネ）。

## 地理

### 位置・広がり
ローマ県東部、ヴァッレ・デッラニエーネのコムーネ。スビアーコから北西へ約8km、ティーヴォリから東へ約19km、ローマ中心部から東北東へ約48km、ラクイラから南西へ約51kmの距離にある。

#### 隣接コムーネ
隣接するコムーネは以下の通り。
- チェルヴァーラ・ディ・ローマ - 北東
- スビアーコ - 南東
- カンテラーノ - 南
- ロッカ・カンテラーノ - 南西
- マラーノ・エークオ - 北西

### 地勢
町域をアニエーネ川が流れる。

### 気候分類・地震分類
アーゴスタにおけるイタリアの気候分類 (it) および度日は、zona D, 1898 GGである。
また、イタリアの地震リスク階級 (it) では、zona 2B (sismicità media) に分類される。

## 歴史
この地域には先史時代から人が居住していた。
アウグストゥスの「業績録」 (Res Gestae Divi Augusti) において、マルキア水道の水源地として記されている。地名はローマの皇帝からとられている。1051年の文書では、この地に城があることが確認できる。その後、この土地はスビアーコの修道院領となった。

## 行政

### 山岳部共同体
広域行政組織である山岳部共同体「アニエーネ山岳部共同体」 (it:Comunità montana dell'Aniene) に属しており、その事務所が置かれている。山岳部共同体には以下のコムーネが属する。
- アッフィーレ、アーゴスタ、アンティーコリ・コッラード、アルチナッツォ・ロマーノ、アルソリ、ベッレグラ、カメラータ・ヌオーヴァ、カンテラーノ、チェッレート・ラツィアーレ、チェルヴァーラ・ディ・ローマ、チネート・ロマーノ、ジェラーノ、イェンネ、リチェンツァ、マンデーラ、マラーノ・エークオ、オレーヴァノ・ロマーノ、ペルチーレ、リオフレッド、ロッカ・カンテラーノ、ロッカ・サント・ステーファノ、ロッカジョーヴィネ、ロイアーテ、ロヴィアーノ、サンブーチ、サラチネスコ、スビアーコ、ヴァッレピエトラ、ヴァッリンフレーダ、ヴィコヴァーロ、ヴィヴァーロ・ロマーノ

### 分離集落
アーゴスタには、以下の分離集落（フラツィオーネ）がある。
- Cacino, Barco, Vasca, Le Selve, Madonna della Pace, Tostini

## 文化・観光
みどころとしては以下がある。
- 中世の城（Castello medioevale）
- 枢機卿のアーチ（Arco del Cardinale）。1503年に、アニエーネ川を渡る当時の橋の近くに築かれた。
- マドンナ・デル・パッソの聖域（Santuario della Madonna del Passo）。17世紀に築かれた。

## 交通

### 道路
国道・主要道路
- SR411 (it:Strada statale 411 Sublacense) 
〔ロヴィアーノ〕 - アーゴスタ - 〔スビアーコ - ヴィーコ・ネル・ラーツィオ〕